# Kanton Belfort-3
Het kanton Belfort-3 is een op 22 maart 2015 opgericht kanton van het Franse departement Territoire de Belfort. Het kanton maakt deel uit van het arrondissement Belfort en omvat uitsluitend een deel van de gemeente Belfort.
Arrondissement Belfort: Bavilliers · Belfort-1 · -2 · -3 · Châtenois-les-Forges · Delle · Giromagny · Grandvillars · Valdoie